# Rolador
Rolador är en kommun i Brasilien.   Den ligger i delstaten Rio Grande do Sul, i den södra delen av landet, 1 600 km sydväst om huvudstaden Brasília. Antalet invånare är 2 546.
Omgivningarna runt Rolador är en mosaik av jordbruksmark och naturlig växtlighet. Runt Rolador är det glesbefolkat, med 9 invånare per kvadratkilometer.